# Johannes Franciscus Grahame
Johannes Franciscus Grahame (1760 - Brugge, 27 september 1832) was een Belgisch journalist en openbaar schrijver in Brugge.

## Levensloop
Grahame was afkomstig uit Sluis. Zijn ouders heetten Willem Grahame en Anna Piersens. Hij trouwde in 1800 in Brugge met Anna Tulpinck. Hij verdiende de kost als openbaar schrijver. Hij stelde allerhande brieven, rekwesten en aankondigingen op. Hij was boekhouder bij enkele handelaars, leverde genealogieën en gaf privélessen in boekhouden en schoonschrift. Daarnaast was hij ook een actief dagbladschrijver.
Vanaf 1818 en tot in 1829 was Grahame een regelmatig medewerker aan de Nieuwe Gazette van Brugge, het uitgesproken katholieke blad dat in Brugge werd uitgegeven door Pieter De Vliegher. Zijn talrijke bijdragen betroffen enerzijds Brugs nieuws, anderzijds artikels overgenomen uit Franse of Engelse kranten en door hem vertaald.
Hij werd vaak in andere kranten of in lezersbrieven aangevallen om reden van zijn Hollandse afkomst of van zijn stevige katholieke overtuiging en zijn verspreiding van christelijke gedachten.
Hij publiceerde als eerste en waarschijnlijk enige, een boek in het Nederlands gewijd aan de gebeurtenissen tijdens de revolutieperiode van 1830 in België en meer bepaald ook in Brugge. Het werd postuum gepubliceerd bij de Brugse drukker De Moor.

## Publicaties
- Oogslag over Frankrijk en de Nederlanden en bijzonder over de leste gebeurtenissen in de zelve landen, de oorzaken die er aenleyding toe gegeeven hebben en de gevolgen der omwenteling die er uytgesprooten is, 2 delen, Brugge, De Moor, 1832 & 1834.
- Promenades pittoresques dans la ville de Bruges, Handschrift 20 in Stadsarchief Brugge.